# 邱少雲烈士紀念碑
邱少雲烈士紀念碑位於重慶市銅梁縣城關，文物遺址年代為1962年，1987年1月23日列為重慶市第二批市級文物保護單位初定名單。1992年3月19日列為重慶市第二批市級文物保護單位。2000年9月7日列為第一批重慶市文物保護單位（含邱少雲紀念館建築）。